# 九岭山林蛙
九岭山林蛙（学名：Rana jiulingensis），一种分布于中华人民共和国江西省和湖南省等地区的两栖动物，隶属于蛙科蛙属蛙亚属日本林蛙种组。模式产地为江西省宜丰县官山国家级自然保护区。

## 形态特征
九岭山林蛙体型中等，雄蛙体长48.3～57.8豪米，雌蛙体长48.2～57.5毫米。身体背面呈黄棕色，具有少量黑色斑点；眶间有一条黑色横带，背侧褶两侧具断续的黑色镶边；四肢背面染红色，具不明显的灰绿色横纹；喉部黄色；胸部和腹部乳白色；四肢腹面肉色。